# Ö1
Ö1 (inaczej Radio Österreich 1) – międzynarodowa stacja radiowa w Austrii.
Ö1 powstał w 1967 roku wraz z powstaniem Österreicher Rundfunk.
Ö1 nadaje swoje programy po angielsku i hiszpańsku.

## Logo
Logiem Ö1 jest prostokąt z czarnym logo ORF, na czerwonym polu czarny romb z białą cyfrą 1, pod kwadratem napis RADIO ÖSTERREICH 1.